# El valle de las espadas
El valle de las espadas (título en inglés: The Castilian) es una coproducción hispano-estadounidense de género histórico-biográfico estrenada en 1963 y coescrita y dirigida por Javier Setó.
La película es una adaptación de la leyenda del caballo y el azor, que cuenta como el conde Fernán González consiguió la independencia de Castilla al regalar dichos animales al rey Sancho I de León.
La película obtuvo la medalla del Círculo de Escritores Cinematográficos en el apartado de mejor música (José Buenagu).
Fue adaptada al mundo del cómic por parte de la compañía estadounidense Dell Comics en 1963.

## Sinopsis
Fernán González tiene un amor correspondido con la infanta Sancha de Pamplona. Sin embargo, acaba matando al padre de ella, el rey Sancho al no aprobar su enlace. Llegado el momento de firmar el contrato nupcial el hermano de Sancha y la reina de León le tienden una emboscada a Fernán González y le hacen prisionero.

## Reparto
- Espartaco Santoni como Fernán González
- Frankie Avalon como Juglar Jerifán
- César Romero como Jerónimo
- Tere Velázquez como Sancha de Navarra
- Tomás Blanco como	Don Nuño
- Rafael Durán	como Gonzalo Díaz
- Germán Cobos como	Abderramán
- Alida Valli como Reina Teresa
- Fernando Rey como Ramiro II, rey de León
- Broderick Crawford como Don Sancho
- Julio Peña como Iago
- Jorge Rigaud como Millán
- Ángel del Pozo como Don García
- Luis Induni como Capitán
- Beni Deus	como Íñigo
- José Calvo como Fraile
- Paco Morán como Peribáñez
- Hugo Pimentel	como Bustius
- Tota Alba	como Doña Guiomar
- Soledad Miranda como María Estévez
- Roberto Rey como Abad
- José María Caffarel como Moro principal
- José Orjas como Vendedor de ungüentos
- Luis Morris como Juglar
- Francisco Montalvo
- Xan das Bolas
- José Manuel Martín como Centinela
- Encarna Barrios como Zaira
- Mike Brendel como Noble
- Fernando Villena
- Rufino Inglés
- Rafael Vaquero
- Miguel Cuesta de la Casa
- José Bastida
- Rafael Cordón
- Domingo Valderrama como jefe de armas